# René Gallice
René Gallice (Forcalquier, 13 aprile 1919 – Bordeaux, 25 maggio 1999) è stato un calciatore francese, di ruolo centrocampista.

## Carriera

### Club
Ha giocato con l'Olimpyque Marsiglia per la stagione 1937-1938, collezionando solo 7 presenze e nessuna rete. Gran parte della sua carriera la gioca al Bordeaux, collezionando dal 1938 al 1955 più di 340 presenze, più di 28 reti e il campionato francese del 1949-1950.
Finisce la sua carriera all'AS Girond-Sur-Dropt giocando nella squadra dal 1955 al 1958. La fase migliore della sua carriera è stata sicuramente il periodo di fine anni quaranta- inizio anni cinquanta, con la vittoria del campionato nel 1949-1950 e la convocazione in nazionale nel 1951.

### Nazionale
Ha collezionato una presenza con la propria Nazionale.

## Statistiche

### Cronologia presenze e reti in Nazionale
| Cronologia completa delle presenze e delle reti in nazionale ― Francia | Cronologia completa delle presenze e delle reti in nazionale ― Francia | Cronologia completa delle presenze e delle reti in nazionale ― Francia | Cronologia completa delle presenze e delle reti in nazionale ― Francia | Cronologia completa delle presenze e delle reti in nazionale ― Francia | Cronologia completa delle presenze e delle reti in nazionale ― Francia | Cronologia completa delle presenze e delle reti in nazionale ― Francia | Cronologia completa delle presenze e delle reti in nazionale ― Francia |
| Data                                                                   | Città                                                                  | In casa                                                                | Risultato                                                              | Ospiti                                                                 | Competizione                                                           | Reti                                                                   | Note                                                                   |
| ---------------------------------------------------------------------- | ---------------------------------------------------------------------- | ---------------------------------------------------------------------- | ---------------------------------------------------------------------- | ---------------------------------------------------------------------- | ---------------------------------------------------------------------- | ---------------------------------------------------------------------- | ---------------------------------------------------------------------- |
| 12-5-1951                                                              | Belfast                                                                | Irlanda del Nord                                                       | 2 – 2                                                                  | Francia                                                                | Amichevole                                                             | -                                                                      |                                                                        |
| Totale                                                                 |                                                                        | Presenze                                                               | 1                                                                      |                                                                        | Reti                                                                   | 0                                                                      |                                                                        |

## Palmarès

### Club

#### Competizioni nazionali
- Campionato francese: 1

Bordeaux:1949-1950